# Stade Jules Deschaseaux
El Stade Jules Deschaseaux es un estadio multiusos actualmente utilizado para el rugby ubicado en la ciudad de Le Havre, Francia.

## Historia
Fue construido en 1932 como sede del equipo local Le Havre AC y hasta 1954 era conocido como el Stade municipal du Havre.
Fue elegido como una de las sedes de la Copa Mundial de Fútbol de 1938 organizada en Francia y en él se jugó el partido entre Checoslovaquia contra Holanda con victoria para el equipo checoslovaco.
En 2012 el club de fútbol abandona la sede para pasar al recién construido Stade Océane y desde 2018 es la sede del Le Havre Rugby.

## Partidos en el Mundial de 1938
| 5-6-1938 18:30 WEST (UTC+01:00) | Checoslovaquia                           | 3–0 (t. s.) | Países Bajos | Stade municipal, Le Havre                                  |                                                            |
|                                 | Košťálek 93' · Zeman 111' · Nejedlý 118' | Reporte     |              | Asistencia: 11 000 espectadores Árbitro(s): Lucien Leclerq | Asistencia: 11 000 espectadores Árbitro(s): Lucien Leclerq |

## Galería

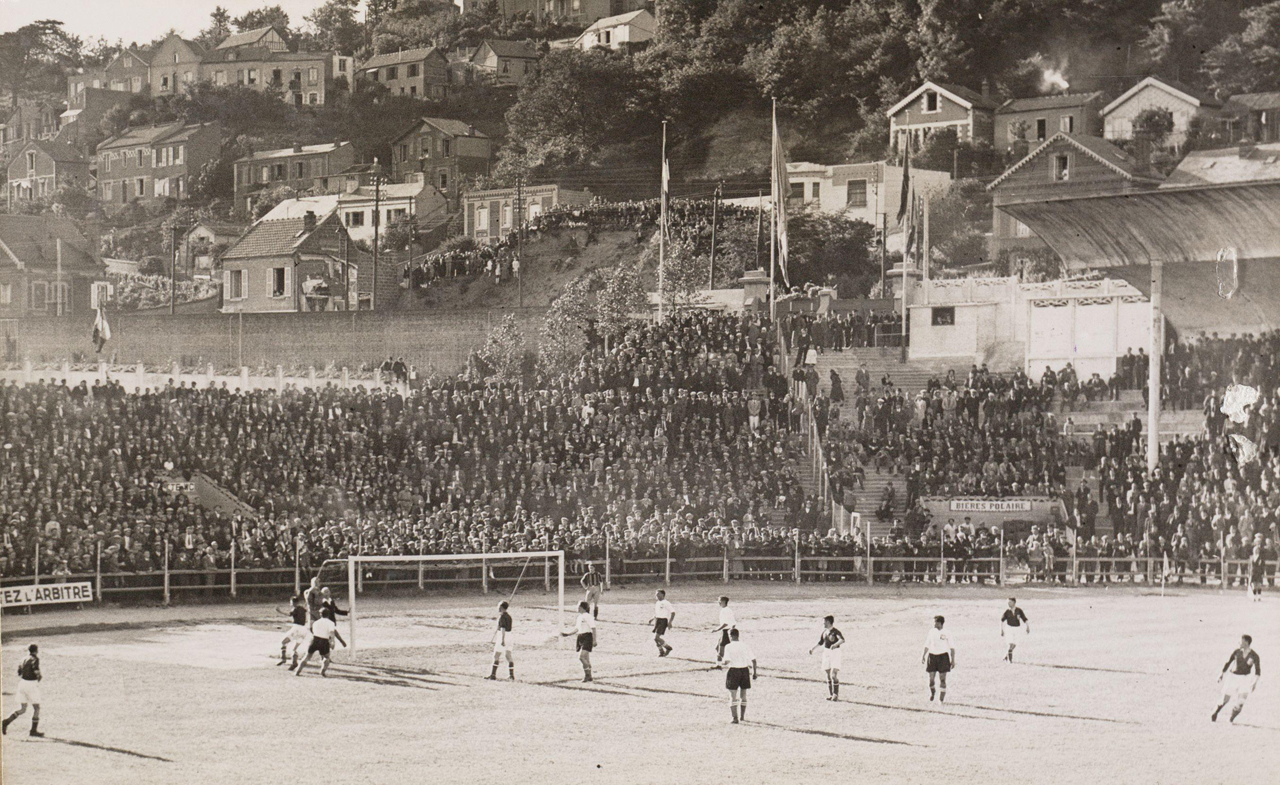
El Stade municipal du Havre durante la Copa Mundial de Fútbol de 1938.
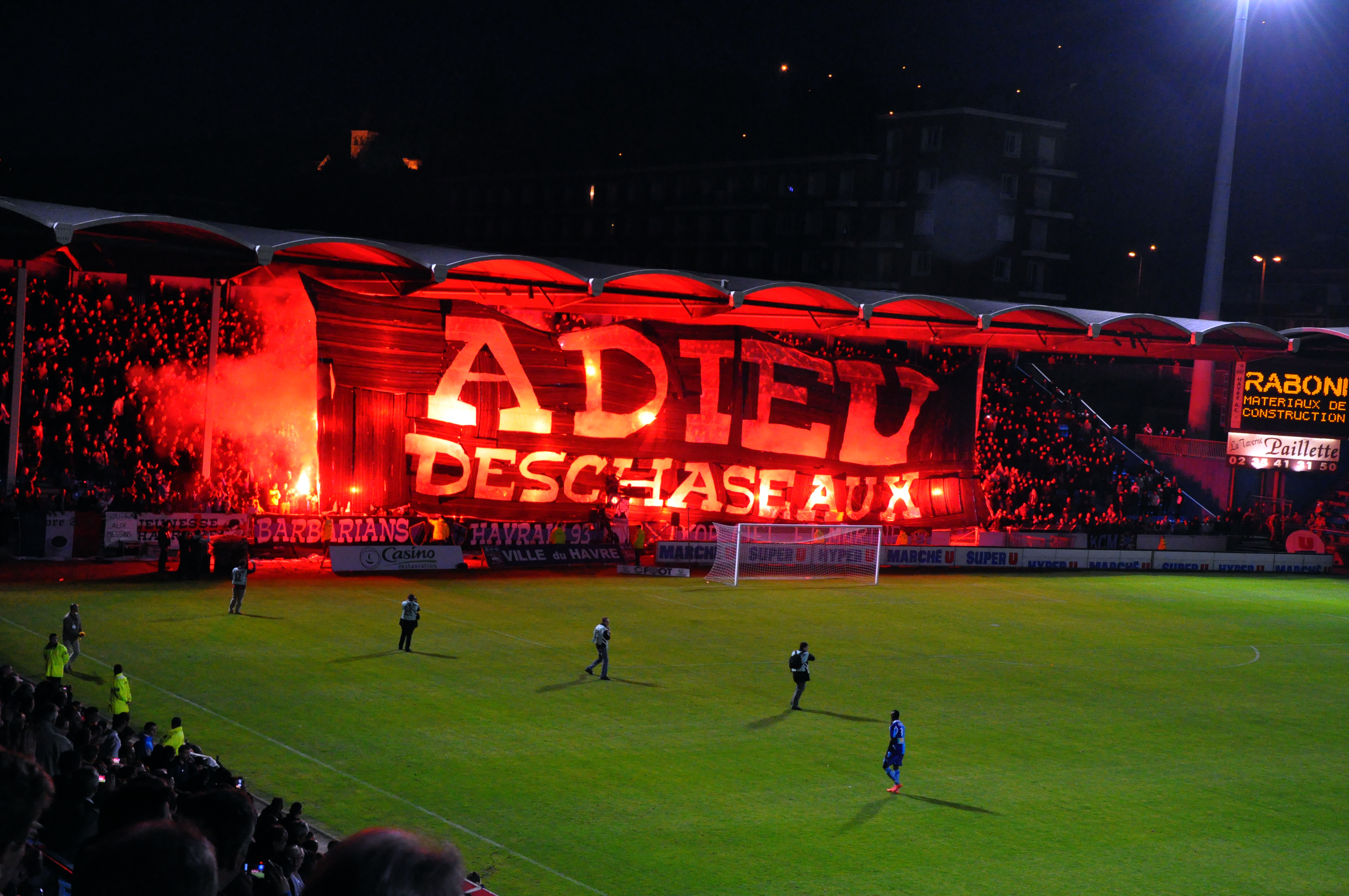
Los aficionados cuelgan una manta durante el último partido del Le Havre en el Stade Jules Deschaseaux el 18 de mayo de 2012.
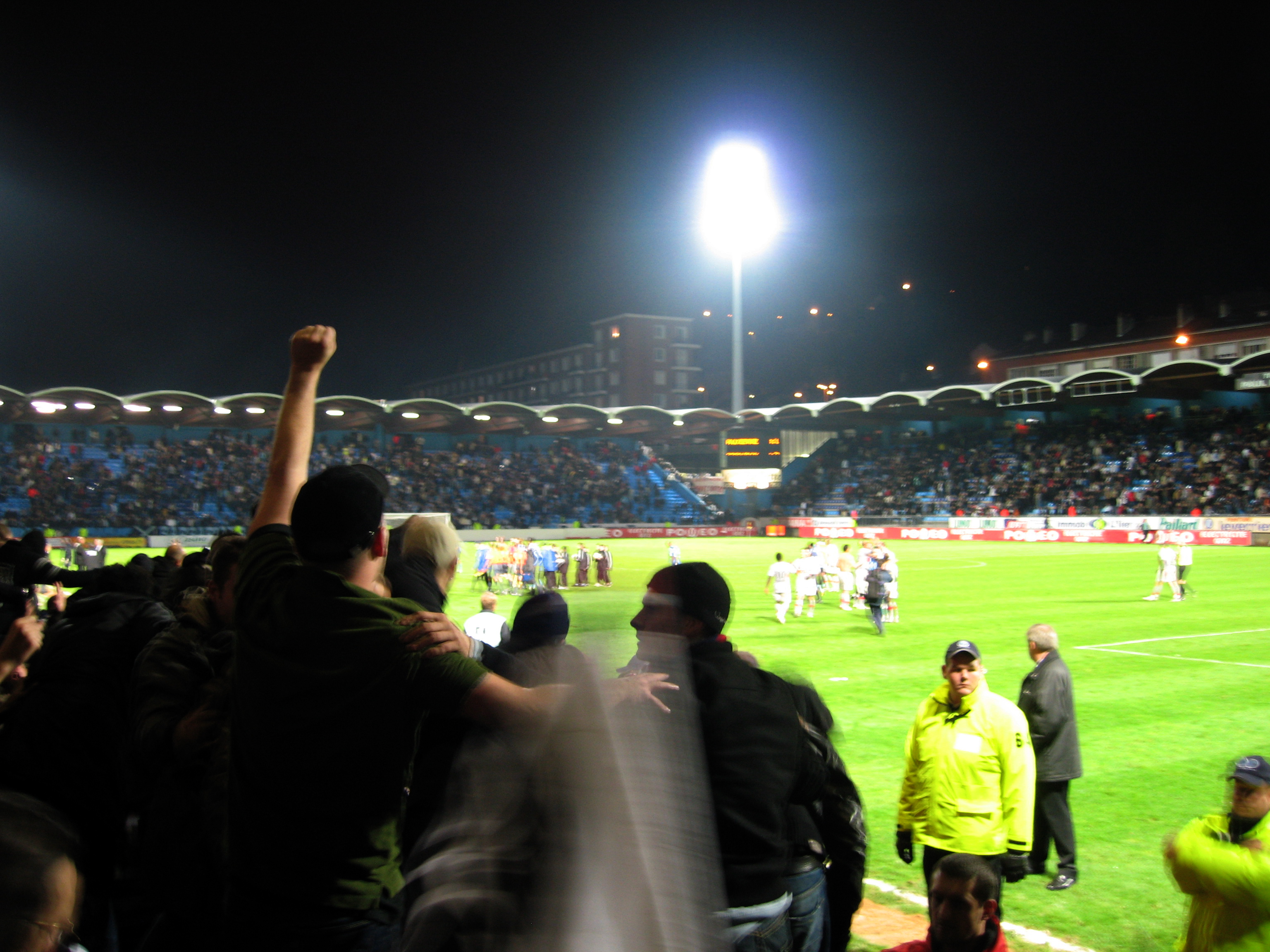
El {{sust:PAGENAME}} en 2008.